# Lichtenrade
Lichtenrade, Berlin-Lichtenrade – dzielnica (Ortsteil) Berlina w okręgu administracyjnym Tempelhof-Schöneberg. Od 1 października 1920 w granicach miasta. W latach 1945–1990 w granicach Berlina Zachodniego.